# Ptychamalia botydata
Ptychamalia botydata là một loài bướm đêm trong họ Geometridae.